# Ер Лингус
Ер Лингус (на ирландски: Aer Lingus – „въздушен флот“) е ирландска авиокомпания, най-големият въздушен превозвач в Ирландия. Тя е 29,4% собственост на Райънеър и 25,4% собственост на ирландското правителство. Експлоатира 52 самолета Еърбъс, предимно от семейство A320, както и от семейство A330. Извършва полети до Европа, Африка и Северна Америка. Част е от авиационния съюз Oneworld до 31 март 2007 г.

## История

### Откриване и първи години
Компанията е основана на 15 април 1936 г. с първоначален капитал от 100 000 лири. Основните акционери са ирландските предприемачи Шон О’Мадхай и Томас Дж. Флин. Името Ер Лингус произхожда от частична англицизация на ирландската дума aerloingeas. Ръководството на компанията е поверено на Шон Ó ХуАдхай. Първият полет на авиокомпанията се състои на 27 май 1936 г. с шестместен De Havilland DH.84 Dragon по маршрута между военното летище Балдонъл, югозападно от Дъблин и Бристол в Англия.
През 1940 г. Ер Лингус се премества на новото летище в Дъблин северно от града и открива линия с Ливърпул с Douglas DC-3. По време на Втората световна война всички редовни полети с изключение на вътрешна линия до Шанън са преустановени. На 9 ноември 1945 г. компанията възобновява международния си трафик с линия до Лондон. С влизането в сила на ново споразумение за транспорт между Ирландия и Великобритания, Ер Лингус успява да увеличи значително броя на своите полети от Дъблин до Лондон от 1 юли 1946 г. През същата година компанията успява да открие нова линия от Дъблин до Глазгоу през Белфаст и в същото време да поеме редовни полети между Шанън и Лондон.
През 40-те и 50-те години на 20 век Ер Лингус разширява своята европейска маршрутна мрежа, като открива линии до Брюксел, Амстердам и Рим. Оттогава зеленият цвят е запазена марка на компанията, а първите стюардеси са наети през 1945 г. От 1952 г. в експлоатация са пуснати четири Bristol 170.
От 1968 г. са открити полети от Белфаст в Северна Ирландия и до Ню Йорк, но въпреки доброто използване на капацитета, скоро те са прекратени, поради започването на насилствените вълнения в Северна Ирландия. Възобновени са едва през през 90-те години. От 1970 г. два Боинга 747 – 100 са първоначално използвани по трансатлантическите маршрути на авиокомпанията, към които по-късно е добавен и трети. Тъй като компанията може да използва самолетите си Боинг 747 само сезонно, те са експлоатирани временно и за други авиокомпании, които са в лизинг на самолети, включително Ер Сиам и Ер Ямайка.
През 80-те години на миналия век Ер Лингус се озова в сериозна криза, която може да бъде разрешена само чрез реорганизация на авиокомпанията и обновяване на флота.
След като Еърбъс A330 получава одобрение ETOPS-120 на 29 април 1994 г., този тип самолети успяват да преминат по оптимизиран и по-икономичен маршрут по линии на дълги разстояния. Ер Лингус е първата авиокомпания, използваща този тип самолети според правилата на ETOPS. Самолетите на Еърбъс заменят Боинг 767-300ER, който се използва от 1991 до 1994 г., и 747 – 100, който е превозил над осем милиона пътници през Атлантическия океан за 25 години.

### 2000 – 2007 г.
Терористичните атаки на 11 септември 2001 г. също довеждат до забележим спад в резервациите на Ер Лингус. Резултатът е спиране на определени линии, спиране на самолети и множество съкращения. В резултат на това политиката на компанията е преразгледана и понякога насочена към нискотарифни авиокомпании като Райънеър и Изиджет. В хода на тези усилия вътрешно-европейската мрежа е разширена и моделът на цените е коригиран. Полетите за САЩ обаче остават неизпълнени. Приватизирането на авиокомпанията в обозримо бъдеще също става вариант.
През лятото на 2005 г. Ер Лингус получава наградата „Авиокомпания на годината“ от ирландския министър на транспорта, която се връчва ежегодно от Съвета по авиация на Ирландската търговска камара. Авиокомпанията вече е удостоена с тази награда и през 2003 г. Тогавашният председател на Ер Лингус, Джон Шарман, приема наградата и я възприема като признание за подобреното представяне на неговата авиокомпания, която е регистрирала увеличение с 18% в резервациите за пътници от същия момент миналата година.
През май 2006 г. Ер Лингус обявява в прессъобщение, че компанията напуска авиационния съюз Oneworld, за да се концентрира повече върху собствените си сили в бъдеще. Официално Ер Лингус напуска съюза на 1 април 2007 г.

### От 2013 г.
От март 2013 г. Ер Лингус оперира за Вирджин Атлантик с идентичността на марката си с полети на Еърбъс A320-200 от летище Хийтроу до Манчестър, Единбург и Абърдийн. Полетите са прекратени поетапно от март до септември 2015 г.
На 26 май 2015 г. ирландското правителство обявява, че продава своя дял от 25,11% в Ер Лингус на Интернешънъл Еърлайнс Груп (IAG) за около 1,4 милиарда евро, след като IAG увеличава предходната си оферта и дава уверения, че е направила линии между Дъблин и Лондон за седем години. За IAG предпоставка за осъществяване на търговията е, че Райънеър също продава своя дял от 29,82% на IAG. Правата за летене на Ер Лингус на летище Хийтроу представляват особен интерес за IAG. На 10 юли 2015 г. Райънеър обявявя, че няма да се противопоставя на сливането. Четири дни по-късно Европейската комисия също дава своето одобрение при спазване на редица условия. Предполага се, че компаниите се отказват от правото за излитане или кацане на летище Лондон-Гетуик и така все още има достатъчно конкуренция по линиите Лондон-Дъблин и Лондон-Белфаст. За полети на дълги разстояния от конкурентни авиокомпании Ер Лингус трябва да продължи да предлага полети от Лондон-Хийтроу, Лондон-Гетуик, Манчестър, Амстердам, Шанън и Дъблин.

## Дестинации
Ер Лингус обслужва главно градове, сезонни и ваканционни дестинации, както в Европа, така и в Северна Америка и Близкия изток.
В немскоговорещия район има полети до Берлин-Бранденбург, Дюселдорф, Франкфурт, Хамбург и Мюнхен в Германия. Други дестинации са Виена, Австрия и Женева и Цюрих, Швейцария.

## Флот
През юли 2021 г. флотът на Ер Лингус се състои от 54 самолета със средна възраст 11,8 години:
Ер Лингус притежава и De Havilland Dragon, закупен през 1986 г. за отбелязване на петдесетата годишнина на авиокомпанията. Използва се за полети за разглеждане на забележителности и за авиошоу. На 17 януари 2019 г. Ер Лингус представя ново лого и ливрея на марката. Новото лого се състои от нов шрифт, актуализиран трилистник и нова цветова схема. Новата ливрея се състои от бял фюзелаж и синьо-зелени двигатели. Всички самолети сменят старата с новата ливрея до 2021 г.